# Tapio Rautavaara

-->
Kaj Tapio „Tapsa” Rautavaara (Pirkkala 1915. március 8. – Helsinki 1979. szeptember 25.) finn énekes, sportoló, filmszínész.

## Ifjúkora
Henrik Kerttula és Hilda Rautavaara gyermekeként született Pirkkalában, Tampere elővárosában. Három héttel később anyja Helsinki elővárosába, Oulunkyläba költözött, ahol korábban élt. Rautavaara apja ritkán volt otthon, és nemsokára elhagyta a családot. 1921-ben Tapio Tamperébe költözött anyjával. Rautavaara gyakran került konfliktusba tanáraival munkásszármazása miatt. Tapio azzal keresett zsebpénzt, hogy szocialista lapokat árult a Finlayson textilgyár munkásainak. Négy évvel később a család visszatért Oulunkyläba, ahol Rautavaara haláláig élt.
Az 1920-as évek végén Rautavaara belépett a helyi munkás-sportklubba, az Oulunkylän Tähtiba és ott atletizált. Rautavaara formális oktatása az elemi iskolával befejeződött. Dolgozott, újságárusként, útkarbantartóként, favágóként, majd egy malomban lett raktáros.
Az 1930-as évek közepén katonai szolgálatát töltötte a finn haditengerészetnél. 1939-ben a téli háború kitörésekor a tengerészet még nem vett részt aktívan a háborúban, így Rautavaarának engedélyezték, hogy tovább dolgozhasson a malomban. Autodidakta módon tanult, rengeteget olvasott. A könyvtárakban fellelhető összes Shakespeare drámát elolvasta. Az ideiglenes béke időszaka után, 1941-ben, mikor a folytatólagos háború kitört, Rautavaarat visszahívták a seregbe, és ezután két évet a frontvonalon töltött. 1943 nyarán áthelyezték a háborús szórakoztató csapatokhoz, ahol az Aunus Rádiónál egy éven keresztül, mint újságíró dolgozott. Ez idő alatt sok ember megismerte a nevét. Közben a Finn Színházművészeti Egyetem kurzusain is részt vehetett. 44 nyarán a finneknek ki kellett vonulni Kelet-Karéliából, s ekkor a rádió is megszűnt.

## Sportpályafutása
Jelentős sportsikerek is fűződnek a nevéhez. Egy orvos javaslatára kezdett sportolni. Többször nyert finn bajnokságot gerelyhajításban és íjászatban. 1937-ben a Finn Munkások Sportszövetségét képviselte Antwerpenben a Munkásolimpián, és gerelyhajításban a második helyet érte el honfitársa, Erkki Autonen mögött. 1946-ban az Atlétikai Európa-bajnokságon, Oslóban bronzérmet nyert gerelyhajításban, 66,40 méteres dobásával. 1948-ban a nyári olimpiai játékokon, London-ban, 69,77 méteres dobásával olimpiai bajnok lett. Íjászatban is sikeres volt. 1955-ben finn bajnokságot, 1958-ban pedig csapatban világbajnokságot nyert.

## Zenei pályafutása
Rautavaara, Finnország egyik legnépszerűbb, legszeretettebb énekese volt. A háború után találkozott Reino Helismaával, aki zeneszerző és szövegíró volt. Ő irta a Reissumies ja kissa (A vándor és a macska) című dalt, ami meghozta Rautavaarának az első igazi sikert. Később csatlakozott hozzájuk Toivo Kärki zeneszerző. Ez a csapat a következő tíz évben nagy sikereket ért el Finnországban. Rautavaara, sok számnak nem csak a zenéjét, de a szövegét is maga írta, és a dalokat saját gitárkísérettel adta elő. Az Isoisän olkihattu (Nagyapa szalmakalapja), a Vain merimies voi tietää (Csak egy tengerész tudhatja) és a Häävalssi (Esküvői keringő) aranylemez lett. Körülbelül 300 dalt vett lemezre.
Rautavaara , Reino Helismaa és Esa Pakarinen a 40-es évek végén és az 50-es elején beutazták egész Finnországot. A turné személyes problémák miatt megszakadt, de a 60-as években egy rövid időre folytatódott 1965-ig, Helismaa haláláig.
Népszerűségének csúcspontja az 50-es évekre és a 60-as évek elejére tehető. Később a tangó és a Rautalanka nevű finn zenei stílus előretörésével népszerűsége csökkent. 

## Halála
1979. szeptember 25-én Tapio Rautavaara egy fotózáson vett részt Vantaa-ban a Tikkurila uszodában, ahol megcsúszott, elesett és beütötte a fejét. Egy közeli rendelőintézetben ellátták, de sérüléseit nem vették elég komolyan, mert azt hitték részeg. Bekötözték a fejét, és hazaküldték. Aznap éjjel Oulunkylä-i otthonában, agyvérzésben meghalt. Sok más hírességgel együtt Helsinkiben, a Malmi temetőben nyugszik.

## Utóélete
Emlékműve Helsinkiben, az Oulunkylä kerület központjában áll, ahol élete legnagyobb részét élte. A szobrot Veikko Myller készítette, a címe Kulkurin uni (Egy csavargó álma). Életéről Peter von Bagh 1979-ben, Tapsa címmel készített dokumentumfilmet.
Timo Koivusalo, 1999-ben készült, Kulkuri ja joutsen (A csavargó és a hattyú) című filmje, Rautavaara és Helismaa évekig tartó, közös turnéjáról szól . Rautavaarát, a filmben Tapio Liinoja játszotta. 2007 tavaszán a Nokian Työväen Teatteri színdarabot mutatott be Rautavaara életéről, Sininen uni (Kék álom) címmel.
2008. október 15-én Helsinkiben, a Tavastia Klubban emlékkoncertet rendeztek Tapio Rautavaara tiszteletére.

## Hatása
Dallamos, érzelmes dalai – sokszor borongós, sokszor humoros, de mindig karizmatikus előadásmódja miatt -, ma is nagyon népszerűek Finnországban. Sok mai zenész tekinti elődjének. Ville Valónak, a HIM énekesének, szintén Rautavaara a legnagyobb példaképe a finn zenei életből.

## Leghíresebb dalai
- Reissumies ja kissa
- Kulkuri ja joutsen
- Rakovalkealla
- Isoisän olkihattu
- Vain merimies voi tietää
- Lauluni aiheet
- Ontuva Eriksson
- Sininen uni
- Juokse sinä humma
- Kulkuriveljeni Jan
- Yölinjalla
- Kohti Alaskaa
- Tuopin jäljet
- Lapin jenkka
- Kulkurin iltatähti
- Päivänsäde ja menninkäinen
- Reppu ja reissumies
- Vanhan jermun purnaus
- Inarijärvi
- Pohjolan yö
- Häävalssi
- Anttilan keväthuumaus
- Korttipakka
- En päivääkään vaihtaisi pois

## Gyűjteményes lemezei
- Reissumiehen taival (1979)
- 20 suosikkia – Reissumies ja kissa (2000)
- 20 suosikkia – Juokse sinä humma (2000)
- 20 suosikkia – Tuo aika toukokuun (2000)
- En päivääkään vaihtaisi pois – Sata levytystä vuosilta 1946–1979 (5CD 1995, 4CD 2004)
- Kulkurin taival (14CD 2008, az eddigi legteljesebb válogatás)

## Emléklemezek
- Sunnuntaina sataa aina (1989)
- Mestaria kunnioittaen – Tribuutti Tapio Rautavaaralle (2008)

## Filmográfia
- Vain sinulle (1945)
- Synnin jäljet (1946)
- Kuudes käsky (1947)
- Kultamitalivaimo (1947)
- Sinut minä tahdon (1949)
- Aila, Pohjolan tytär (1951)
- Rion yö (1951)
- Salakuljettajan laulu (1952)
- Pekka Puupää (1953)
- Kaksi hauskaa vekkulia (1953)
- Me tulemme taas(1953)
- Kummituskievari (1954)
- Veteraanin voitto (1955)
- Villi Phjola (1955)
- Kaunis Kaarina (1955)
- Ingen morgondag (1957)
- Kahden ladun poikki (1958)
- Suuri sävelparaati (1959)
- Molskis, Sanoi Eemeli, molskis! (1960)
- Tähtisumua (1961)
- Villin Pohjolan salattu laakso (1963)
- X-Paroni (1964)
- Anna (1970)